# Flow la discoteka 2
Flow la Discoteka 2 es el segundo álbum de estudio del productor DJ Nelson. Fue publicado el 9 de marzo de 2007 a través del sello Flow Music y siendo distribuido por Universal Music Latino. A diferencia del primer álbum, en esta edición participaron más cantantes en ascenso como Arcángel o el dúo Jowell & Randy, con Nelson comentando que fue una decisión deliberada para intentar experimentar con gente nueva y probar una variedad distinta de ritmos.
Uno de los artistas en particular, Ñejo & Dálmata, acababan de ser firmados por Flow Music, con el segundo ganando notoriedad por su canción «Pasarela».

## Lista de canciones
| N.º      | Título                              | Intérprete(s)                | Duración |  |
| 1.       | «Intro – Bienvenido a mi discoteka» | DJ Nelson                    | 1:01     |  |
| 2.       | «Chica virtual»                     | Arcángel                     | 4:24     |  |
| 3.       | «Pasarela»                          | Dálmata                      | 3:47     |  |
| 4.       | «Que pasará»                        | Zion                         | 4:43     |  |
| 5.       | «Mal de amores»                     | Ñejo                         | 3:42     |  |
| 6.       | «La soledad»                        | Jowell & Randy               | 4:42     |  |
| 7.       | «Dale mami dámelo»                  | Julio Voltio                 | 3:54     |  |
| 8.       | «Anoche»                            | Huey Dunbar con De la Ghetto | 3:47     |  |
| 9.       | «Bambula»                           | Abrante con Tego Calderón    | 3:19     |  |
| 10.      | «Mami que tu necesitas»             | Andy Boy                     | 2:54     |  |
| 11.      | «Love, Sex and Disco»               | AJ                           | 3:49     |  |
| 12.      | «Peligrosa»                         | Ñejo & Dálmata               | 3:33     |  |
| 13.      | «Mami Get Low»                      | Chillin                      | 2:55     |  |
| 14.      | «Club Bango»                        | Gringo                       | 3:27     |  |
| 15.      | «Dime si tu quieres más»            | Guelo Star                   | 3:05     |  |
| 16.      | «Guayándote»                        | Guanábanas con Noriega       | 3:27     |  |
| 17.      | «Me enamoré de mi prima»            | Eliot                        | 3:33     |  |
| 18.      | «Algo de ti me llama»               | O'Neill                      | 3:40     |  |
| 19.      | «Muévela, muévela»                  | Andy Boy                     | 3:09     |  |
| 20.      | «Depende»                           | JQ                           | 3:03     |  |
| 21.      | «Como estás (Remix)»                | Ñejo y Huey Dunbar           | 3:42     |  |
| 22.      | «Gracias mamá»                      | El Niño                      | 3:02     |  |
| 01:16:38 |                                     |                              |          |  |

## Posicionamiento en listas
| Listas (2007)                        | Mejor posición |
| ------------------------------------ | -------------- |
| Estados Unidos (Heatseekers Albums)  | 24             |
| Estados Unidos (Latin Rhythm Albums) | 7              |
| Estados Unidos (Top Latin Albums)    | 30             |